# Грамоты и рисунки Онфима

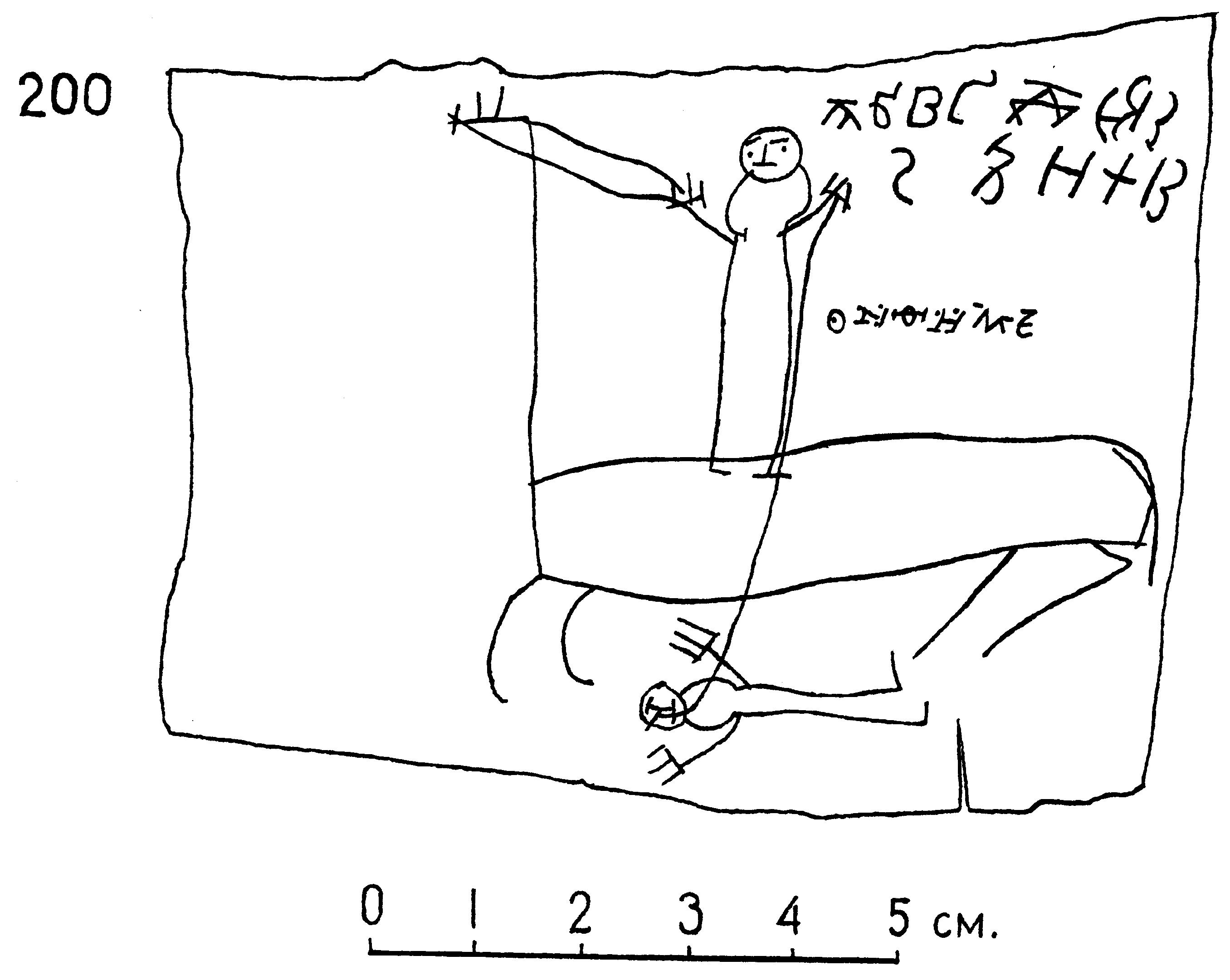
Автопортрет Онфима в образе трехпалого всадника, поражающего такого же врага. Берестяная грамота № 200 (прорись). Выписана также половина азбуки от А до К

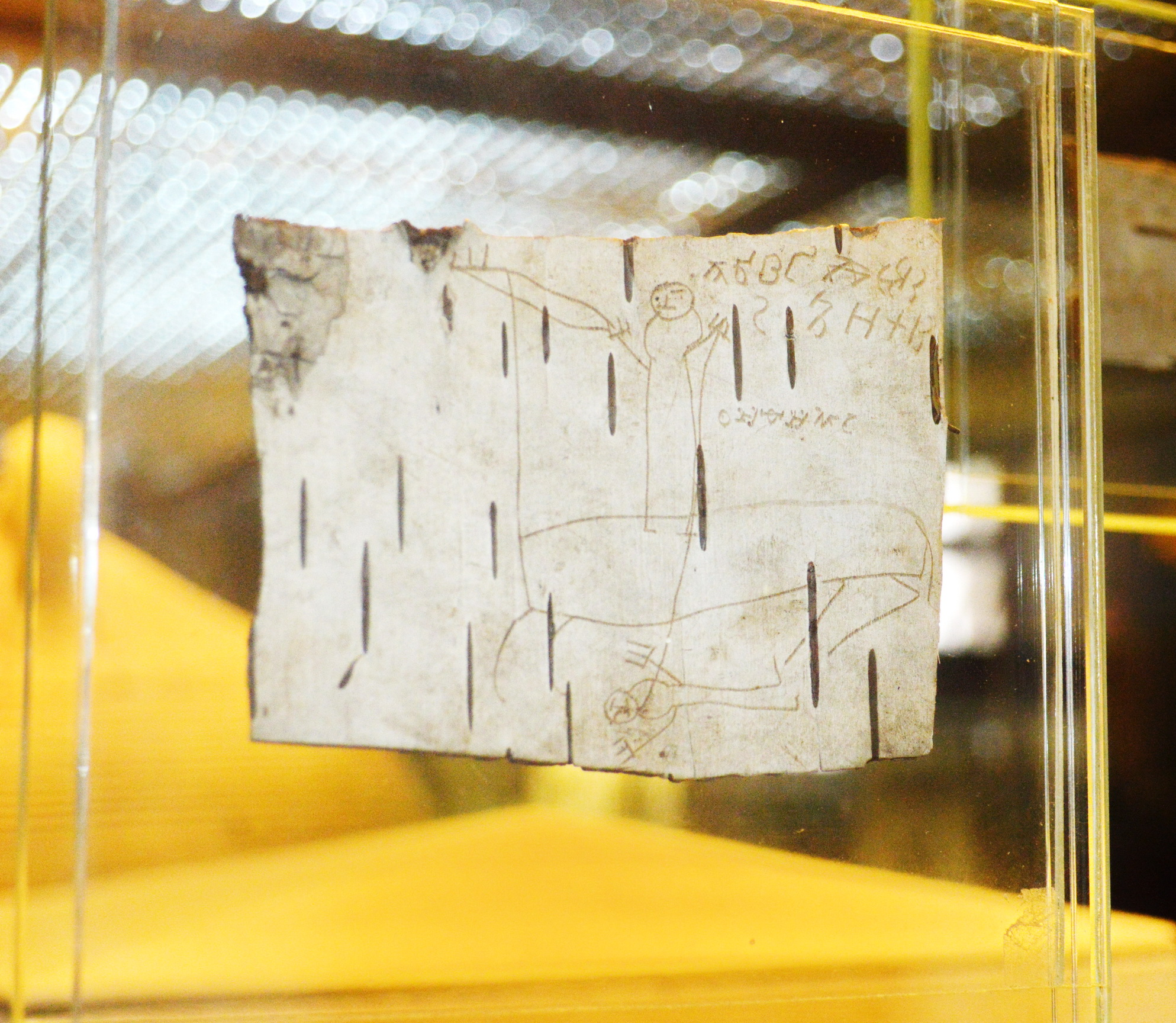

Онфим (народная версия греческого имени Анфим) — новгородский мальчик XIII века, автор берестяных грамот и рисунков. Всего почерком Онфима написано 12 грамот: № 199—210 и 331, а кроме того, ему принадлежат несколько берестяных рисунков, не пронумерованных как грамоты, так как они не содержат текста. Основная масса его грамот и рисунков найдена 13—14 июля 1956 года.

## Хронология

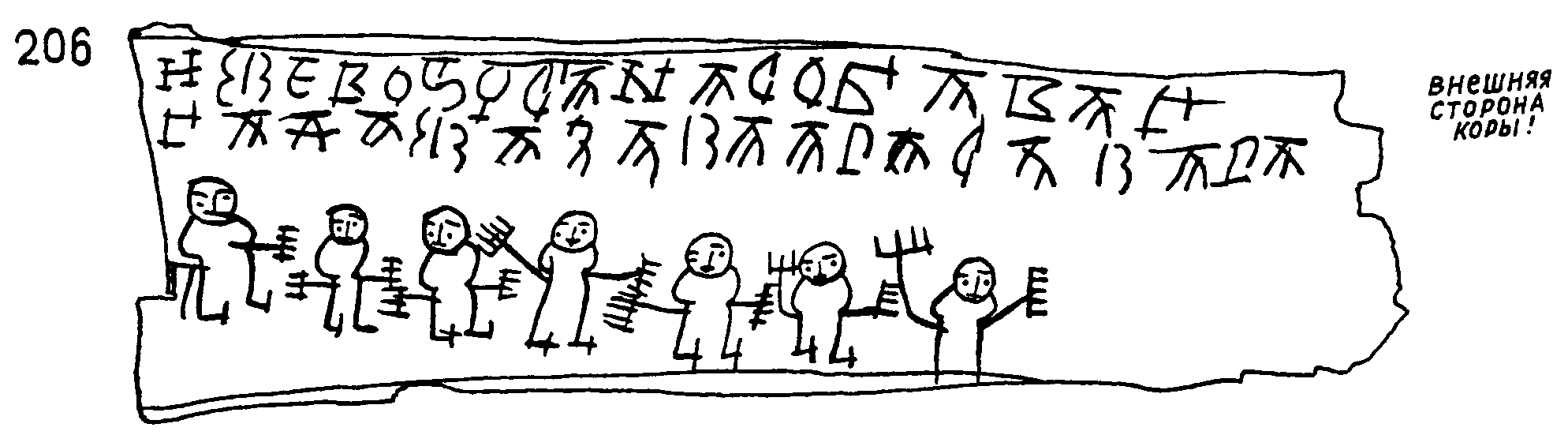
Грамота № 206, содержащая склады, фрагмент из тропаря: «Иже в шестый час…», а также семерых забавных человечков, число пальцев которых сильно варьируется.

В издании «Новгородские грамоты на бересте» грамоты Онфима № 199—210 и рисунки без текста получили стратиграфическую датировку примерно 1224—1234 гг. Однако в 1996 году было установлено, что найденная позже грамота № 331, такого же учебного характера, также написана весьма характерным почерком Онфима, между тем она датирована по слоям 1268—1299 гг. Проверка археологической документации позволила установить, что все грамоты и рисунки можно отнести к промежуточному ярусу: 1234—1268 гг. Судя по рисункам, Онфиму было 6—7 лет.
По-видимому, Онфим все свои грамоты и рисунки (кроме, возможно, № 331) одновременно потерял, благодаря чему они были найдены вместе.

## Онфим-ученик

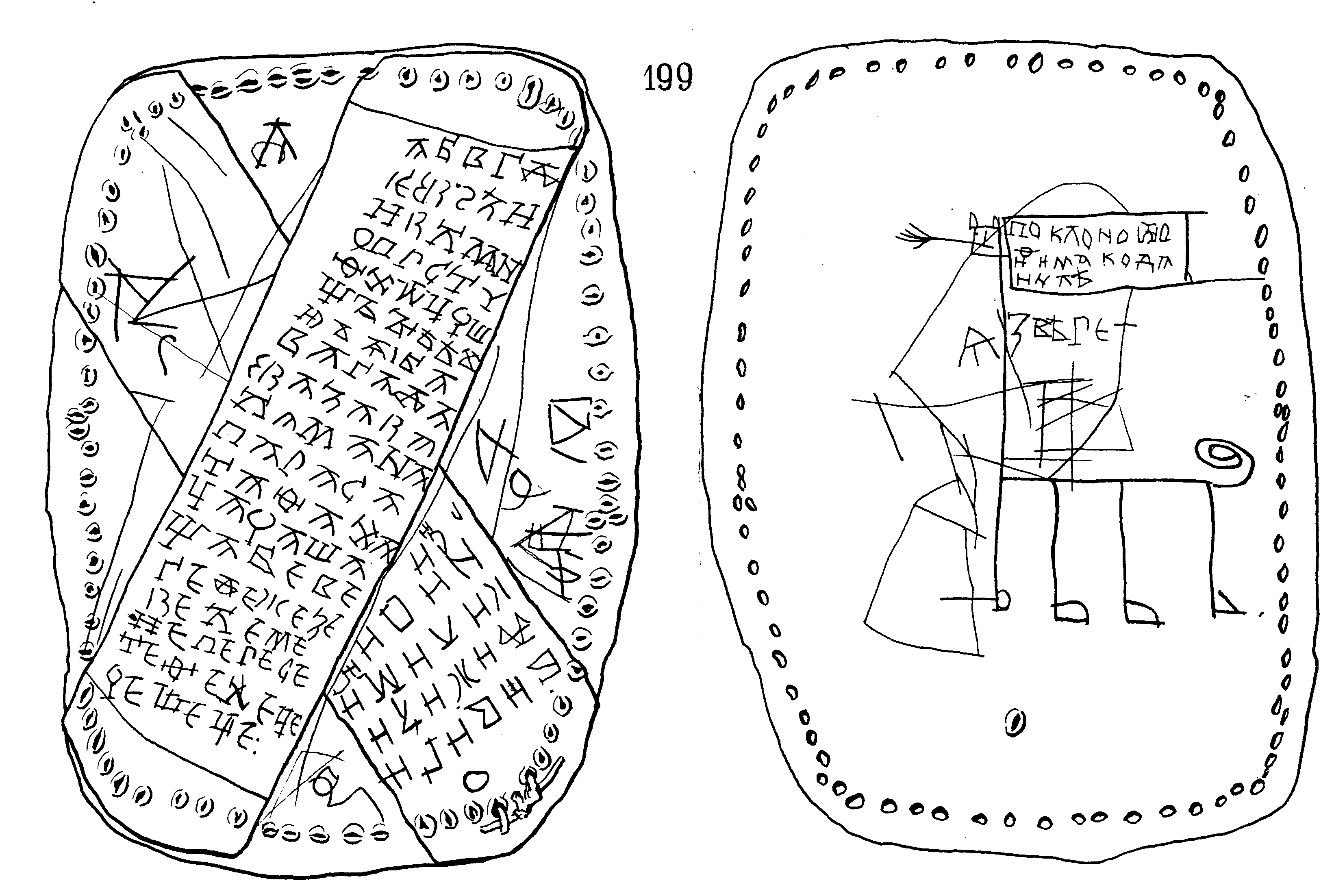
Донце туеска (берестяная грамота № 199), активно исписанное и изрисованное Онфимом. На двух перекрещивающихся полосках бересты (слева) — полная азбука и склады. На другой стороне донца — формула «Поклон от Онфима к Даниле», рисунок зверя и подпись «Я — зверь»

Основная масса грамот Онфима — учебные записи. Буквы в исполнении Онфима выглядят достаточно чётко, не похоже, что он осваивает их впервые. В. Л. Янин предполагал, что его упражнения — закрепляющие при переходе с церы (восковой таблички) на бересту, писание на которой требовало специальных навыков. Одна из грамот Онфима представляет собой донце берестяного туеса, которое нередко давали детям для упражнений (найдены подобные грамоты других безымянных учеников). Три раза он выписывает полную азбуку, затем после неё идут склады: ба ва га да жа за ка… бе ве ге де же зе ке… би ви ги ди жи зи ки… Это классическая форма обучения грамоте («буки-аз — ба»), известная ещё в Древней Греции и просуществовавшая до XIX века.
Онфима также учили различным стандартным текстам. Например, грамота № 199 содержит традиционную формулу начала письма: «Поклоно ѿ Онѳима ко Данилѣ» (Данила — это, возможно, другой мальчик, учившийся вместе с Онфимом; А. В. Арциховский предполагал, что грамота № 201, почерк которой очень похож, но имеет не очень чёткие различия в некоторых буквах, написана не Онфимом, а Данилой). В грамоте № 203 Онфим записывает молитвенную формулу, которая могла служить и подписью: «Г(оспод)и помози рабу своѥму Онѳиму». Грамота № 202 содержит, вероятно, учебный образец деловой записки: «На Домитрѣ возѧти доложзикѣ», то есть «Взыскать с Дмитра должки». Наконец, в ряде грамот (206, 207, 331, возможно, 208) Онфим выписывает различные короткие фрагменты из Следованной Псалтири, тут же их бросая или «переходя» в другой текст.
Записи Онфима — ценное свидетельство начального образования в Новгородской республике. С лингвистической точки зрения интересно, что в текстах Онфим не использует букв Ъ и Ь (заменяя их на О и Е), хотя в выписанных им азбуках они есть; таким образом, при обучении так называемой «бытовой системе» письма ученик осваивал и полный инвентарь алфавита, чтобы быстрее научиться читать книжные тексты.

## Онфим-художник

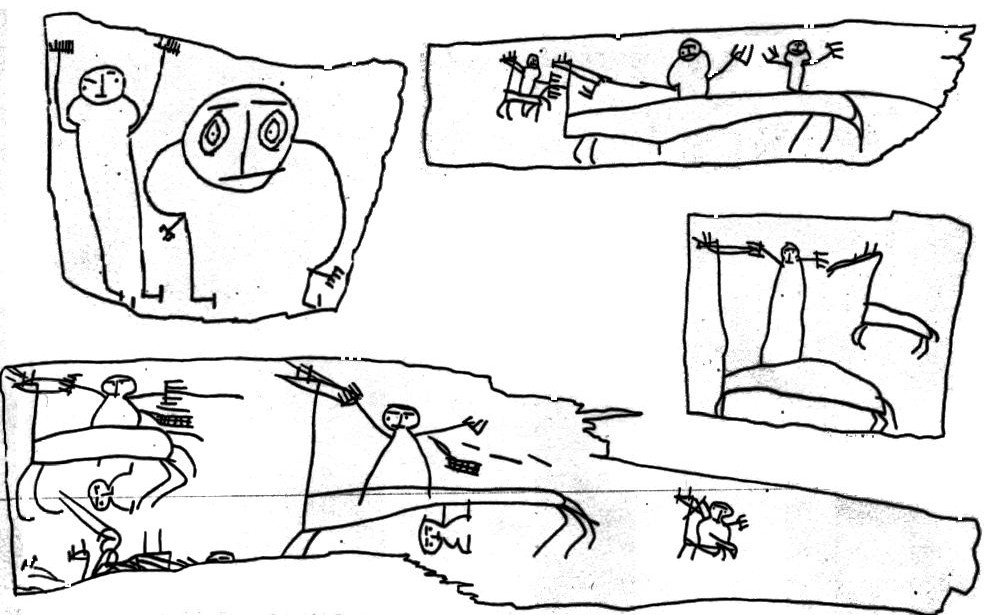
Рисунки Онфима

В минуту отдыха от занятий Онфим обращается к рисункам. На неумелых, но по-своему выразительных картинках мы видим лошадей, воинов в шлемах и плащах, сцены боя, летящие стрелы, всадника, поражающего врага. Под этим всадником Онфим (возможно, мечтавший сам стать воином), подписал своё имя: «Онѳиме». Под другим человечком он подписывает: «Павле», а под сказочным зверем — «Ѧ звѣре».
Это одни из самых древних известных нам детских рисунков.

## Память

Памятник Онфиму работы Сергея Гаева

В сентябре 2015 года в Великом Новгороде появилось сразу два памятника Онфиму и его рисункам.
Первым подобным памятником стало изображение в металле двух рисунков Онфима рядом со зданием Детского музейного центра (58°31′12″ с. ш. 31°16′24″ в. д.). Автором скульптуры стал известный новгородский скульптор Вячеслав Смирнов.
Неделей позже у входа в Новгородский центр современного искусства был поставлен второй памятник Онфиму – работы скульптора Михаила Ющенко (58°31′45″ с. ш. 31°17′38″ в. д.). Его особенностью является то, что он подвижный: если тронуть его за нависшую в воздухе ногу (скульптура стоит на одной ноге), то лицо начинает корчить гримасы, и при этом зазвенит специально добавленный бубенчик на подвесе, изображающий сердце.
23 августа 2019 года в Великом Новгороде на месте находки первой берестяной грамоты был установлен бронзовый памятник Онфиму работы художника Сергея Гаева (58°31′35″ с. ш. 31°16′46″ в. д.). Мальчик изображён в процессе работы над грамотой № 206.